# إليجاه جاست
إليجاه جاست (بالإنجليزية: Elijah Just)‏ هو لاعب كرة قدم نيوزيلندي، ولد في 1 مايو 2000. لعب مع بي إي سي زفوله.

## وصلات خارجية
- إليجاه جاست على موقع الاتحاد الدولي (مؤرشف)  (الإنجليزية)
- إليجاه جاست على موقع قاعدة بيانات كرة القدم.إي يو (الإنجليزية)
- إليجاه جاست على موقع ناشيونال فوتبول تيمز (الإنجليزية)
- إليجاه جاست على موقع Soccerway.com (الإنجليزية)
- إليجاه جاست على موقع عالم كرة القدم.نت (الإنجليزية)
- إليجاه جاست على موقع أوليمبيديا (الإنجليزية)
- إليجاه جاست على موقع اللجنة الأولمبية النيوزيلندية (الإنجليزية)